# Monte Carlo Open 1990
Il Monte Carlo Masters 1990 è stato un torneo di tennis giocato sulla terra rossa. 
È stata l'83ª edizione del Monte Carlo Masters, che fa parte della categoria ATP Super 9 nell'ambito dell'ATP Tour 1990.
Si è giocato al Monte Carlo Country Club di Roquebrune-Cap-Martin in Francia vicino a Monte Carlo,
dal 23 al 29 aprile 1990.

## Campioni

### Singolare
Andrej Česnokov ha battuto in finale  Thomas Muster con il punteggio di 7–5, 6–3, 6–3

### Doppio
Petr Korda /  Tomáš Šmíd hanno battuto in finale  Andrés Gómez /  Javier Sánchez con il punteggio di 6–2, 6–1